# تيكويكسكوياك (مكسيك)
تيكويكسكوياك (بالإسبانية: Tequixquiac)‏ بلدية مكسيكو بالمكسيك، وهي تمثل أكبر مدينة بالجنوب الشرقي المكسيكي.